# Іванківський замок
Іванківський за́мок — оборонна споруда у містечку Іванкові, зведена в другій половині 1580-х років. Зруйнована в 1834 році.

## Розташування
У центрі Іванкова на території міського парку, північніше історико-краєзнавчого музею, розташовано залишки давньоруського городища. Воно займало високий мис над р. Тетерів, оточений з боків ярами, а від плато відділений видолинкою, до якої знижується поверхня мису. Очевидно, цей мис ототожнював з городищем М. П. Третьяков у 1940 році. Він бачив землянки в обриві над річкою і зібрав давньоруську кераміку ХІ—ХІІІ ст. на площі городища. На місці городища у литовсько-польську добу був замок, можливо, побудований з використанням давньоруських валів. В 1970 році тут проводив розвідки М. Кучера, який виконав схематичний план городища. Його площу він визначив у 0,75 га (довжина приблизно 120 м, ширина 60—70 м).

## Історія
Замок у Іванкові виник у другій половині 80-х рр. XVI ст. Він був невеликим, обведений високими валами і глибоким ровом, до якого заходила вода з річки Тетерева. Для в'їзду влаштовано було два мости та дві брами. Над однією з них височіла вежа з годинником. Замок був повністю зруйнований у 1834 році тодішнім управителем іванківського маєтку.